# Club Basket Bilbao Berri 2011-2012
Questa voce raccoglie le informazioni riguardanti il Club Basket Bilbao Berri nelle competizioni ufficiali della stagione 2011-2012.

## Stagione
La stagione 2011-2012 del Club Basket Bilbao Berri è l'8ª nel massimo campionato spagnolo di pallacanestro, la Liga ACB.

## Roster
Aggiornato al 14 luglio 2021.
| Gescrap Bilbao 2011-12 | Gescrap Bilbao 2011-12 |
| Giocatori              | Staff tecnico          |
| ---------------------- | ---------------------- |

| N. | Naz.                                       | Ruolo | Nome                | Anno | Alt.   | Peso   |  |
| -- | ------------------------------------------ | ----- | ------------------- | ---- | ------ | ------ |  |
| 4  | Stati Uniti (bandiera) · Spagna (bandiera) | P     | Josh Fisher         | 1980 | 189 cm | 85 kg  |  |
| 6  | Bosnia ed Erzegovina (bandiera)            | AG    | Damir Krupalija     | 1979 | 205 cm | 105 kg |  |
| 7  | Stati Uniti (bandiera)                     | PG    | Aaron Jackson       | 1986 | 191 cm | 83 kg  |  |
| 10 | Rep. Ceca (bandiera)                       | C     | Tomáš Hampl         | 1988 | 215 cm | 109 kg |  |
| 11 | Grecia (bandiera)                          | C     | Dīmītrīs Mauroeidīs | 1985 | 211 cm | 120 kg |  |
| 13 | Croazia (bandiera)                         | AG    | Marko Banić (C)     | 1984 | 205 cm | 108 kg |  |
| 15 | Spagna (bandiera)                          | AP    | Álex Mumbrú         | 1979 | 202 cm | 105 kg |  |
| 16 | Serbia (bandiera)                          | AG    | Oliver Stević       | 1984 | 204 cm | 105 kg |  |
| 17 | Belgio (bandiera)                          | AG    | Axel Hervelle       | 1983 | 205 cm | 110 kg |  |
| 21 | Stati Uniti (bandiera)                     | C     | D'or Fischer        | 1981 | 211 cm | 109 kg |  |
| 31 | Spagna (bandiera)                          | P     | Raül López          | 1980 | 182 cm | 84 kg  |  |
| 33 | Senegal (bandiera) · Spagna (bandiera)     | C     | Mamadou Samb        | 1989 | 208 cm | 98 kg  |  |
| 34 | Grecia (bandiera)                          | AP    | Kōstas Vasileiadīs  | 1984 | 200 cm | 102 kg |  |
| 44 | Spagna (bandiera)                          | G     | Roger Grimau        | 1978 | 196 cm | 92 kg  |  |
| 45 | Lettonia (bandiera)                        | P     | Jānis Blūms         | 1982 | 190 cm | 85 kg  |  |

| Allenatore                                                                      |
| - Fōtīs Katsikarīs                                                              |
| Assistente/i                                                                    |
| - Rafa Pueyo - Pere Romero Legenda - (C) Capitano - (IN) Inattivo - Infortunato |

## Mercato

### Sessione estiva
| Acquisti | Acquisti      | Acquisti      | Acquisti   | Acquisti |
| R.a      | Nome          | da            | Modalità   |          |
| -------- | ------------- | ------------- | ---------- | -------- |
| P        | Raül López    | Chimki        | definitivo |          |
| AG       | Oliver Stević | EWE Oldenburg | definitivo |          |
| C        | D'or Fischer  | Real Madrid   | definitivo |          |
| G        | Roger Grimau  | Barcellona    | definitivo |          |

| Cessioni | Cessioni                  | Cessioni        | Cessioni       | Cessioni |
| R.       | Nome                      | a               | Modalità       |          |
| -------- | ------------------------- | --------------- | -------------- | -------- |
| P        | Javier Rodríguez          | Manresa         | fine contratto |          |
| C        | Eduardo Hernández-Sonseca | Free agent      | fine contratto |          |
| AP       | Chris Warren              | Cedevita Junior | fine contratto |          |
| G        | Paco Vázquez              | Lleida          | fine contratto |          |

### Dopo l'inizio della stagione
| Acquisti | Acquisti        | Acquisti      | Acquisti      | Acquisti   |
| R.       | Nome            | da            | Data          | Modalità   |
| -------- | --------------- | ------------- | ------------- | ---------- |
| AG       | Damir Krupalija | Hyères-Toulon | novembre 2011 | definitivo |
| C        | Mamadou Samb    | Granada       | gennaio 2012  | definitivo |

| Cessioni | Cessioni        | Cessioni        | Cessioni      | Cessioni       |
| R.       | Nome            | a               | Data          | Modalità       |
| -------- | --------------- | --------------- | ------------- | -------------- |
| AG       | Oliver Stević   | Junior Casale   | novembre 2011 | fine contratto |
| AG       | Damir Krupalija | Free agent      | dicembre 2011 | fine contratto |
| C        | Tomáš Hampl     | Cibona Zagabria | febbraio 2012 | rescissione    |